# IBM 801
IBM 801은 1970년대 IBM이 개발한 실험적인 중앙 처리 장치(CPU) 설계였다. 이는 모든 계산을 프로세서 레지스터에 의존하고 CISC 설계에서 발견되는 다양한 변형 주소 지정 모드를 제거한 최초의 최신 RISC 설계로 간주된다. 원래는 전화 스위치용 프로세서로 개발되었지만 나중에는 미니컴퓨터와 메인프레임 라인의 여러 제품의 기반으로 사용되었다. 초기 설계는 24비트 프로세서였다. 이는 곧 동일한 개념의 32비트 구현으로 대체되었으며 원래의 24비트 801은 1980년대 초반까지만 사용되었다.
801은 컴퓨터 시장에 지대한 영향을 미쳤다. 엄청난 양의 성능 데이터로 무장한 IBM은 단순한 설계가 가장 강력한 클래식 CPU 설계보다 쉽게 성능을 능가하는 동시에 고도로 최적화된 CISC 명령어보다 약간 더 큰 기계어 코드를 생성할 수 있음을 입증할 수 있었다. 시스템/370과 같은 기존 프로세서에도 동일한 기술을 적용하면 일반적으로 해당 시스템의 성능이 두 배로 향상된다. 이는 RISC 개념의 가치를 입증했으며 IBM의 모든 미래 시스템은 801 프로젝트 중에 개발된 원칙을 기반으로 했다.